# Tammi Patterson
Tammi Patterson (Sídney, 3 de enero de 1990) es una tenista australiana.

## Carrera
Patterson comenzó a jugar tenis a los nueve años. Su superficie preferida es la cancha dura.
Hasta ahora, ha ganado once torneos dobles en el Circuito femenino de la ITF. En el Abierto de Australia, falló cuatro veces en la primera ronda de doble competencia. En 2016 perdió en la primera ronda contra Ana Ivanović 2-6 y 3-6.

## Victorias en torneos

### Individual
| No      | Fecha               | Torneo | Categoría    | Superficie  | Oponente final     | Resultado  |
| ------- | ------------------- | ------ | ------------ | ----------- | ------------------ | ---------- |
| Primero | 11 de junio de 2017 | Tokio  | ITF $ 25,000 | Cancha dura | Peangtarn Plipuech | 6: 3, 6: 2 |

### Doble
| Nr. | Fecha                   | Torneo              | Categoría   | Superficie | Pareja          | Oponentes                                      | Resultado         |
| --- | ----------------------- | ------------------- | ----------- | ---------- | --------------- | ---------------------------------------------- | ----------------- |
| 1.  | 14 de julio de 2008     | Frinton             | ITF $10.000 | Rasen      | Australia       | Jade Curtis Elizabeth Thomas (Tennisspielerin) | 6:3, 7:5          |
| 2.  | 15 de junio de 2009     | Alcobaça (Portugal) | ITF $10.000 | Hartplatz  | Australia       | Monica Gorny Jade Windley                      | 3:6, 6:2, [10:4]  |
| 3.  | 24 de mayo de 2010      | Velenje             | ITF $10.000 | Sand       | Australia       | Kateřina Kramperová · Pavla Šmídová            | 6:1, 3:6, 6:4     |
| 4.  | 6 de septiembre de 2010 | Cairns              | ITF $25.000 | Hartplatz  | Australia       | Australia Noppawan Lertcheewakarn              | 6:3, 7:63         |
| 5.  | 15 de noviembre de 2010 | Wellington          | ITF $25.000 | Hartplatz  | Tímea Babos     | Australia                                      | 6:3, 6:2          |
| 6.  | 28 de marzo de 2015     | Australia           | ITF $15.000 | Sand       | Australia       | Mana Ayukawa Ayaka Okuno                       | 6:4, 7:64         |
| 7.  | 5 de abril de 2015      | Melbourne           | ITF $15.000 | Sand       | Australia       | Agata Barańska · Sandra Zaniewska              | 2:6, 6:4, [12:10] |
| 8.  | 4 de octubre de 2015    | Tweed Heads         | ITF $15.000 | Hartplatz  | Australia       | Dalma Gálfi · Australia                        | 6:73, 6:3, [10:8] |
| 9.  | 21 de febrero de 2016   | Perth               | ITF $25.000 | Hartplatz  | Katarzyna Piter | Han Na-lae Jang Su-jeong                       | 4:6, 6:2, [10:3]  |
| 10. | 21 de mayo de 2017      | Kurume              | ITF $60.000 | Teppich    | Katy Dunne      | Erina Haya Shi Robu Kajitani                   | 6:73, 6:2, [10:4] |

## Participaciones en Grand Slam

### Doble
| Torneo               | 2011    | 2012    | 2013 | 2014    | 2016    | Balance general | Carrera |
| -------------------- | ------- | ------- | ---- | ------- | ------- | --------------- | ------- |
| Abierto de Australia | Primero | Primero | -    | Primero | Primero | 0: 4            | Primero |
| Abierto francés      | -       | -       | -    | -       | -       | 0: 0            | -       |
| Wimbledon            | -       | -       | -    | -       | -       | 0: 0            | -       |
| Abierto de EE. UU.   | -       | -       | -    | -       | -       | 0: 0            | -       |

## Enlaces web
- Perfil oficial de la WTA para Tammi Patterson (en inglés)
- Perfil oficial de la ITF para 100046255 (en inglés)
- Profil von Tammi Patterson auf „tennis.com.au“ (englisch)

- Datos: Q2197150
- Multimedia: Tammi Patterson / Q2197150